# آيت المان
آيت المان (بالأمازيغية: ⴰⵢⵜ ⵍⵎⴰⵏ) هي جماعة مغربية جبلية ذات طابع قروي في إقليم بولمان بجهة فاس مكناس، بالأطلس المتوسط الشرقي تضم 1.927 نسمة، حسب الإحصاء العام للسكان والسكنى لسنة 2014، تشتهر بضمها لحامة السخونات الطبيعية، وبإنتاج فاكهة الكرز. 

## الجغرافيا
تقع جماعة ايت المان بالأطلس المتوسط الشرقي يإقليم بولمان، جهة فاس مكناس، يحدها من الشمال إقليم صفرو، ومن الجنوب كل من جماعة ايت بازة وتالزمت والمرس وسرغينة، وتتسوطها جماعة إيموزار مرموشة. يقع مقر جماعة ايت المان داخل تراب جماعة إيموزار مرموشة. [بحاجة لمصدر]

## السكان
يبلغ عدد سكان الجماعة حسب إحصاء 2024 للسكن والسكنى 1.927 نسمة، 1040 منهم إناث و887 ذكور. تبلغ نسبة البطالة في الجماعة 58,2 في المئة، وتبلغ نسبة البطالة 20,5 في المئة.يبلغ عدد الأسر في الجماعة 422 أسرة. اللغة الشائعة في المنطقة هي الأمازيغية، يتحدثها 77.2 في المئة من السكان، تليها الدارجة المغربية ويتحدثها 75,7 من السكان، تليها تاشلحيت ويتحدثها 20,7 من السكان.

## دواوير الجماعة
| اسم الدوار     | عدد سكان الدوار | المشيخة   | النوع     |
| -------------- | --------------- | --------- | --------- |
| أيت علي أوزكري | X               | أيت المان | دوار مجزأ |
| أيت تشوت       | 195             | أيت المان | دوار مجزأ |
| أقبلين         | X               | أيت المان | دوار مجزأ |
| ايت عثمان      | X               | أيت المان | دوار مشتت |
| أيت أومار      | 165             | أيت المان | دوار مشتت |
| أيت يافر       | X               | أيت المان | دوار مشتت |
| إعبوتن         | X               | أيت المان | دوار مجزأ |
| أيت لفضيل      | X               | أيت المان | دوار مجمع |
| أيت واحي       | 210             | أيت مساعد | دوار مجزأ |
| أيت لعيز       | 282             | أيت مساعد | دوار مجزأ |
| أيت كنول       | 137             | أيت مساعد | دوار مجزأ |
| أيت حمو أيشو   | X               | أيت مساعد | دوار مجمع |
| أيت مخلوف      | 123             | أيت مساعد | دوار مجزأ |
| أيت موسى       | 197             | أيت مساعد | دوار مجزأ |
| إقشورن         | X               | أيت مساعد | دوار مشتت |

## السياحة
حامة السخونات: هي حامة طبيعية ذات مياه دافئة تقه بجماعة ايت المان على سفح وادي ايت ماما، مهيئة لاستقبال السياح.

## معرض الصور

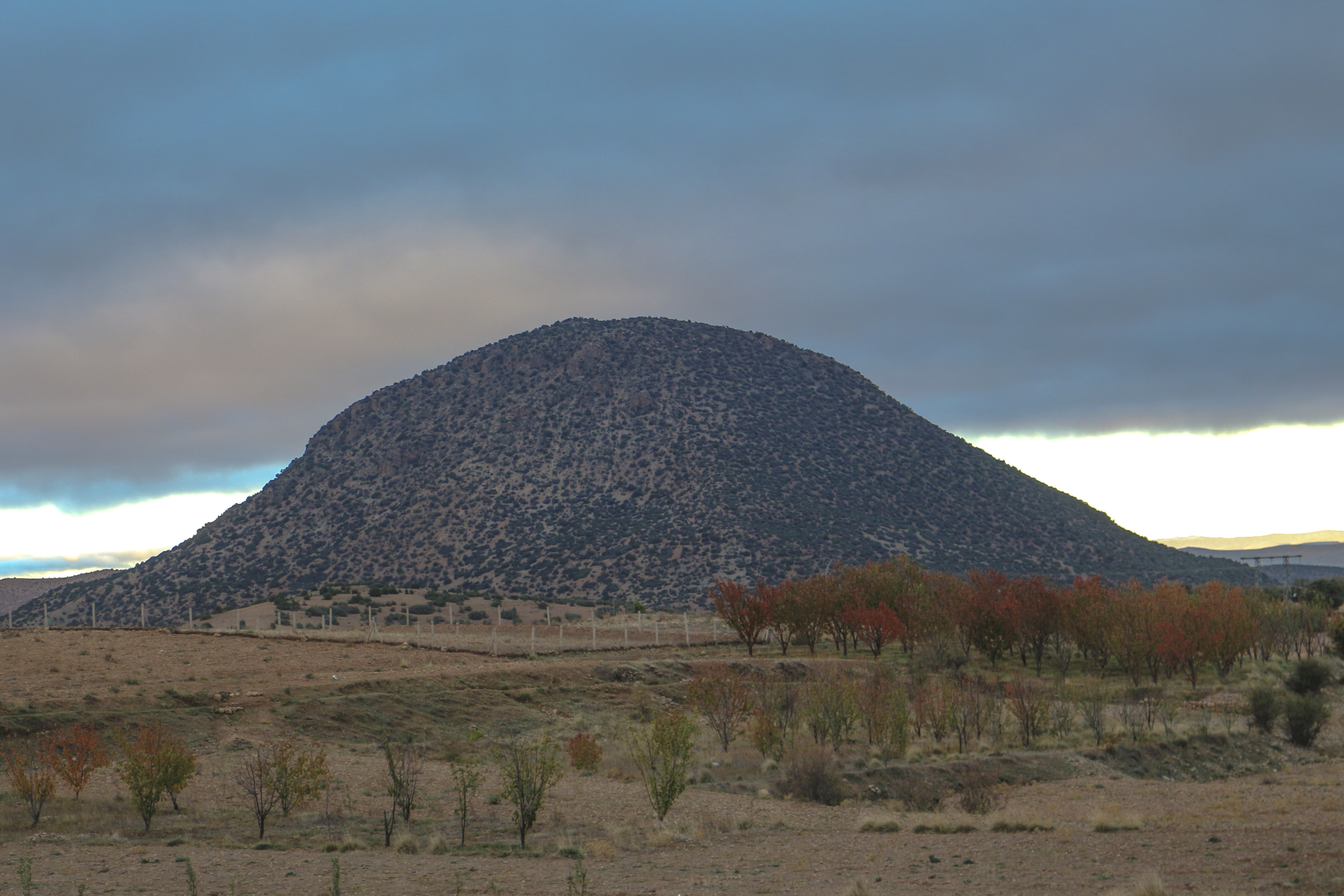
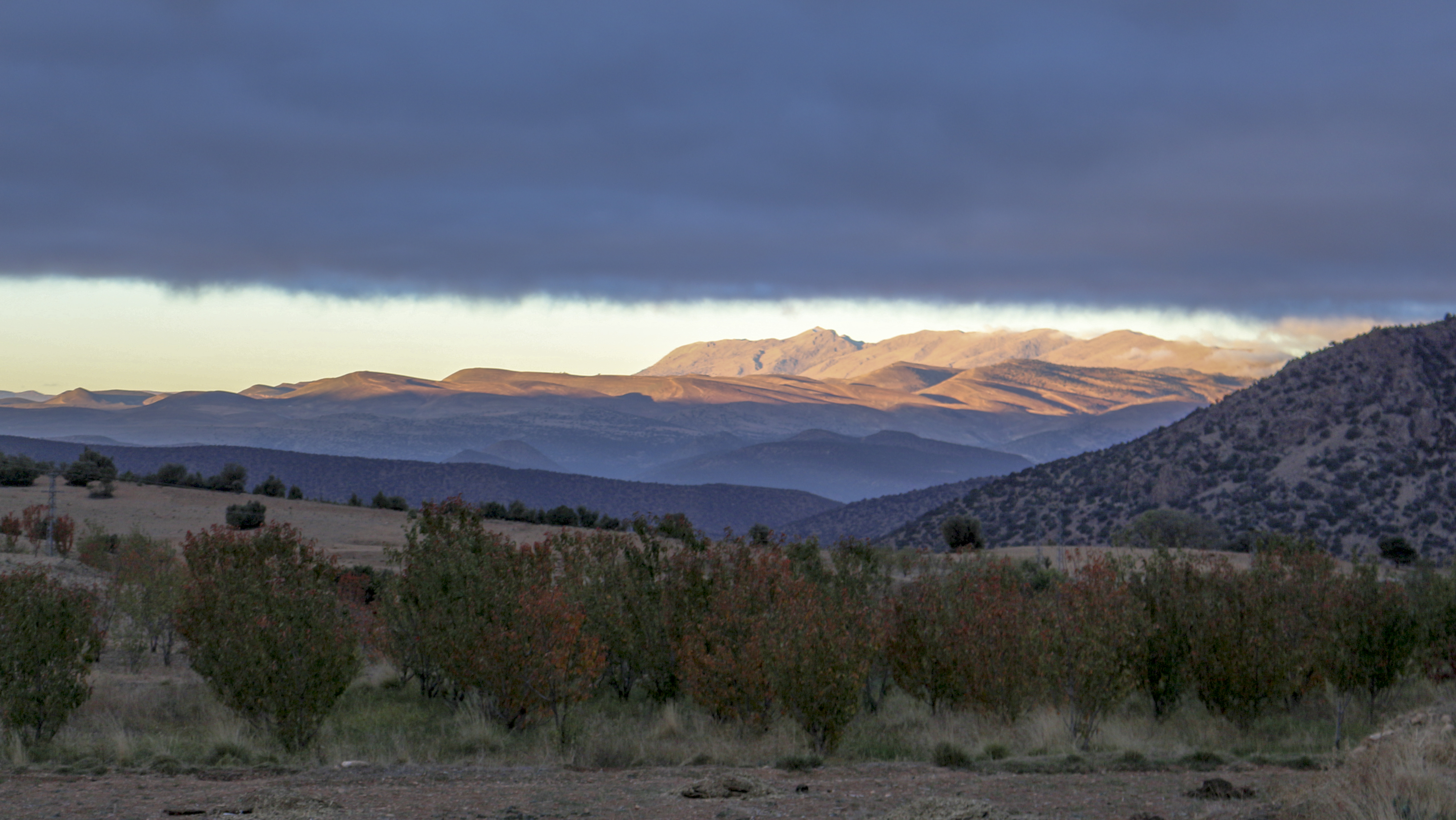
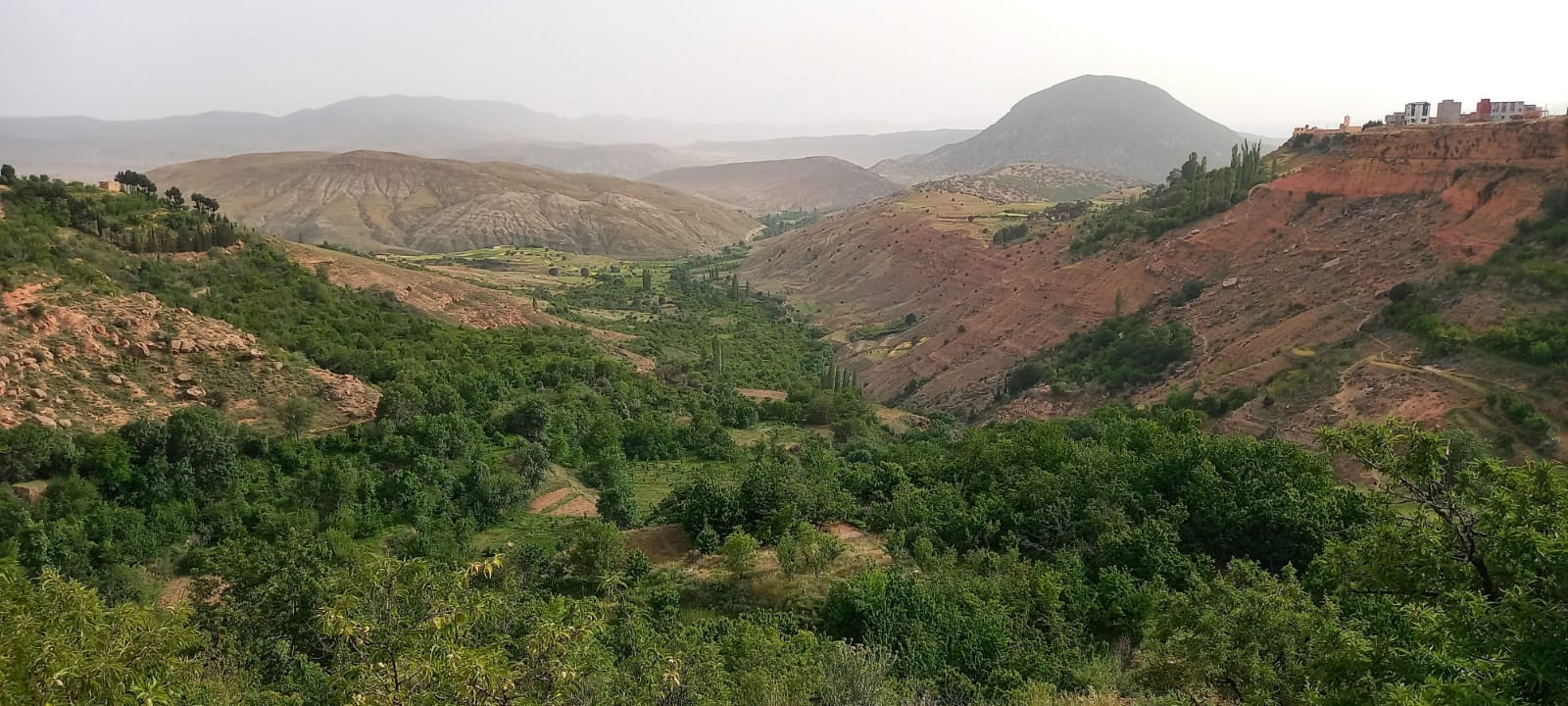
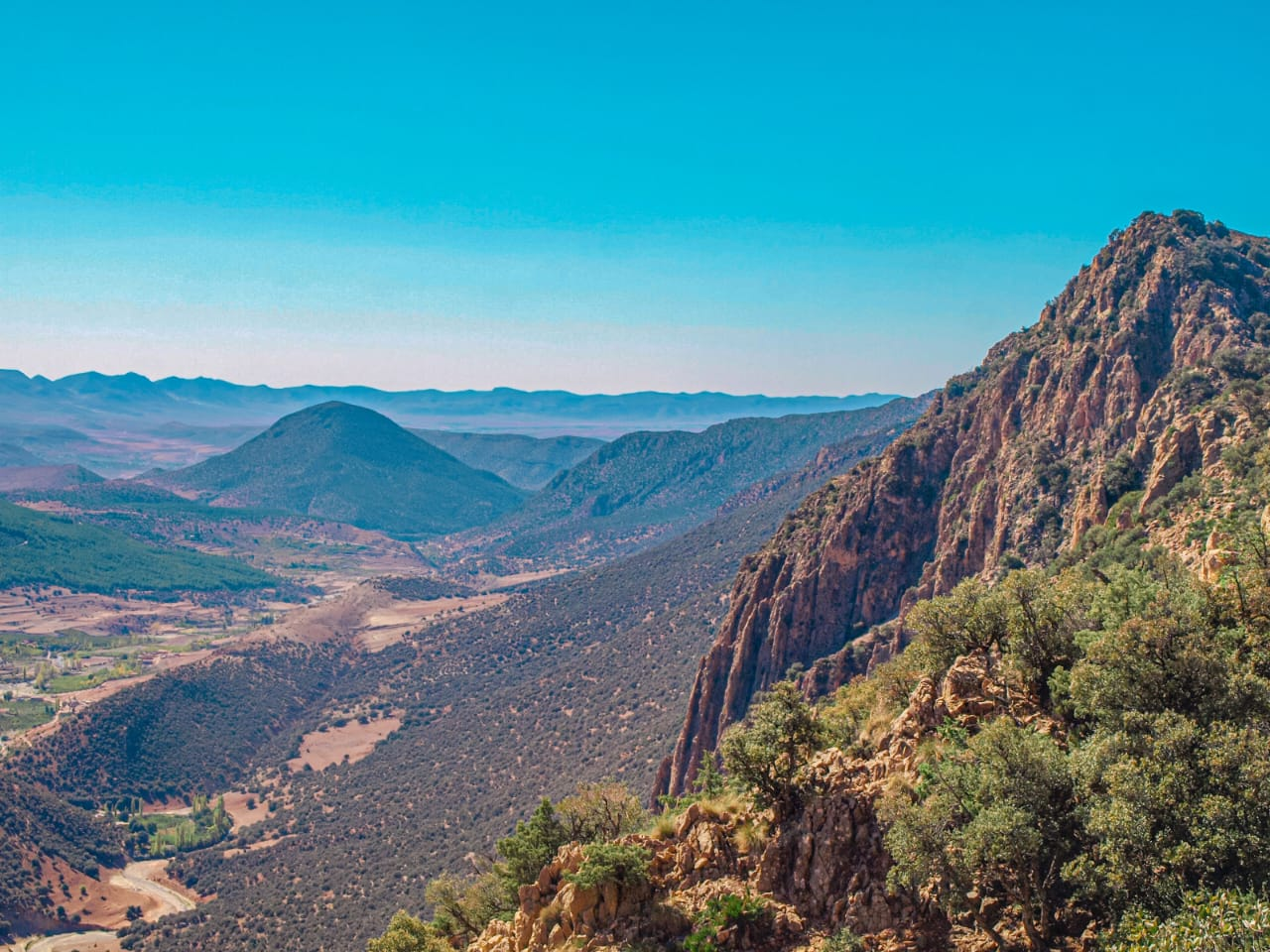
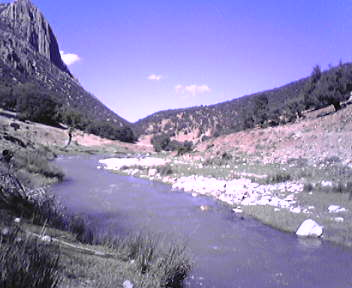
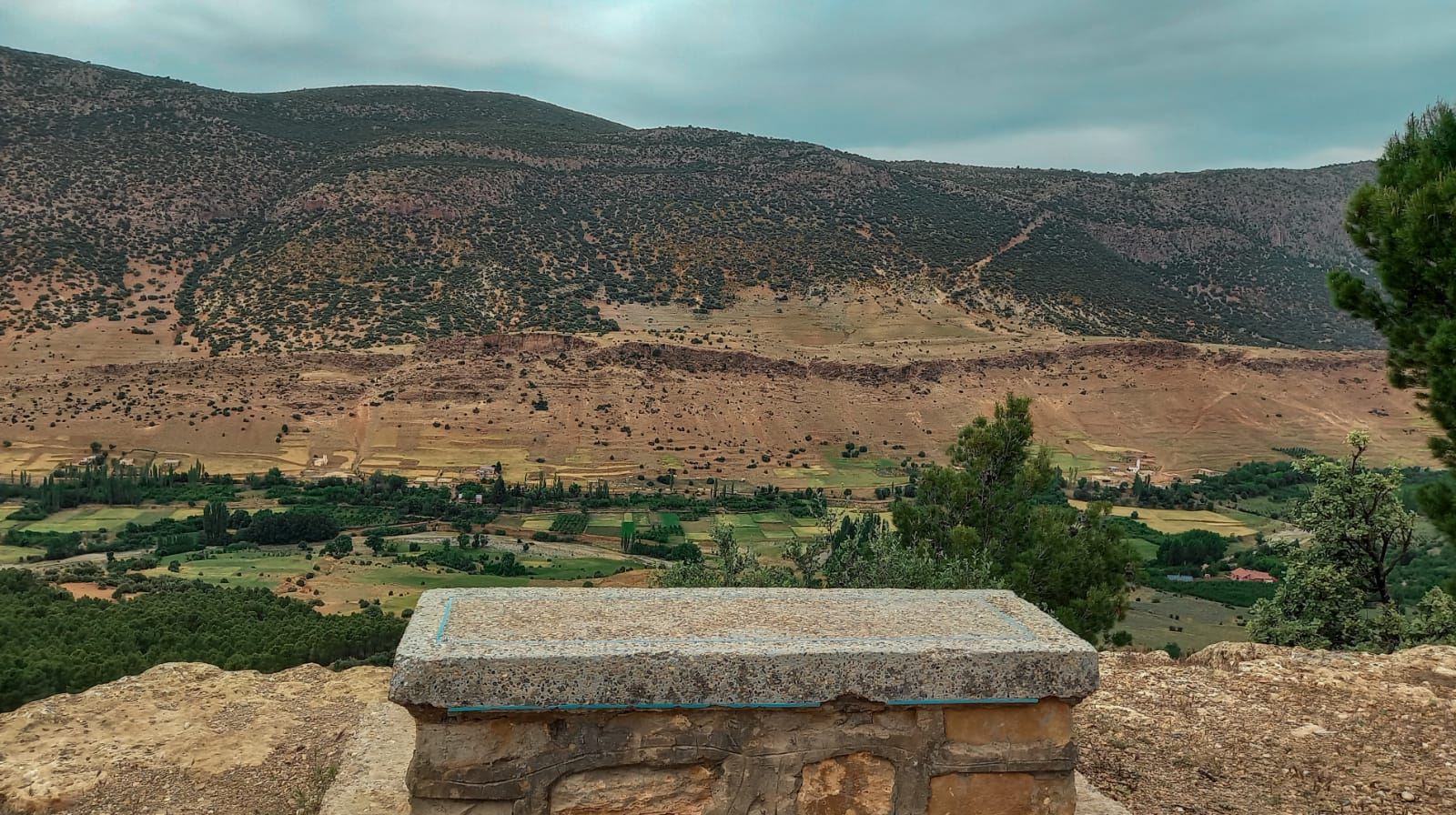
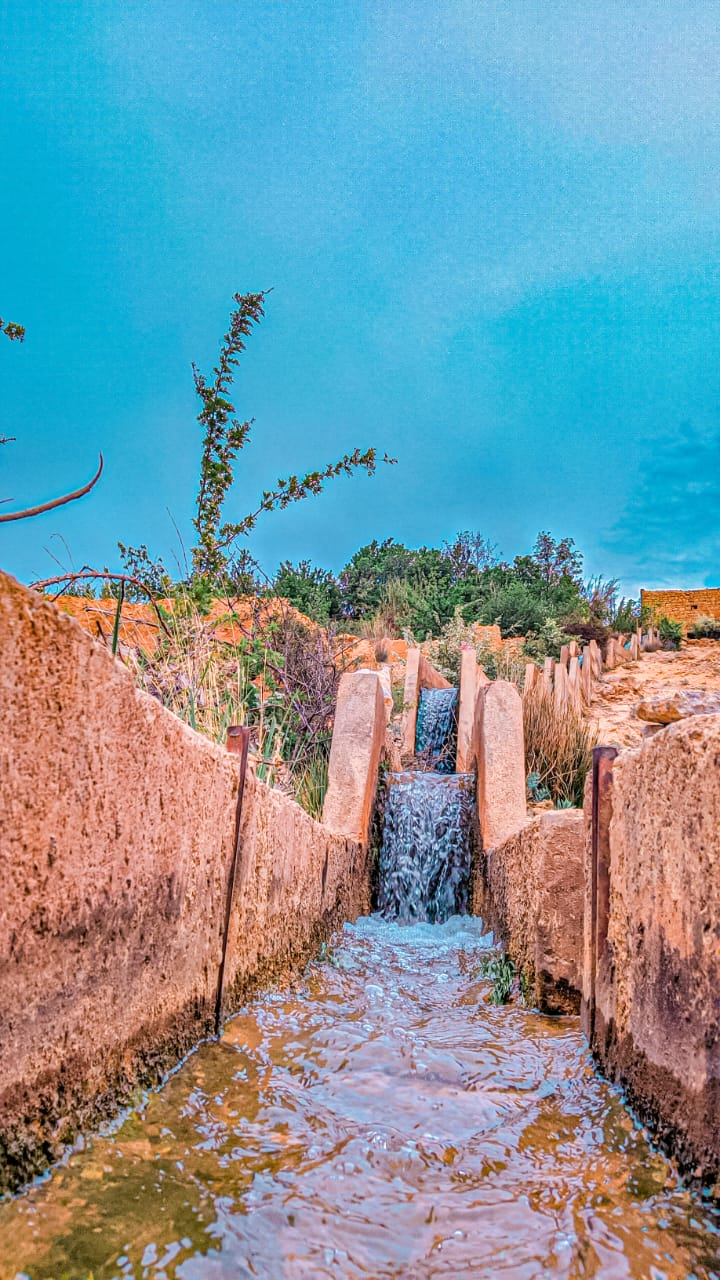
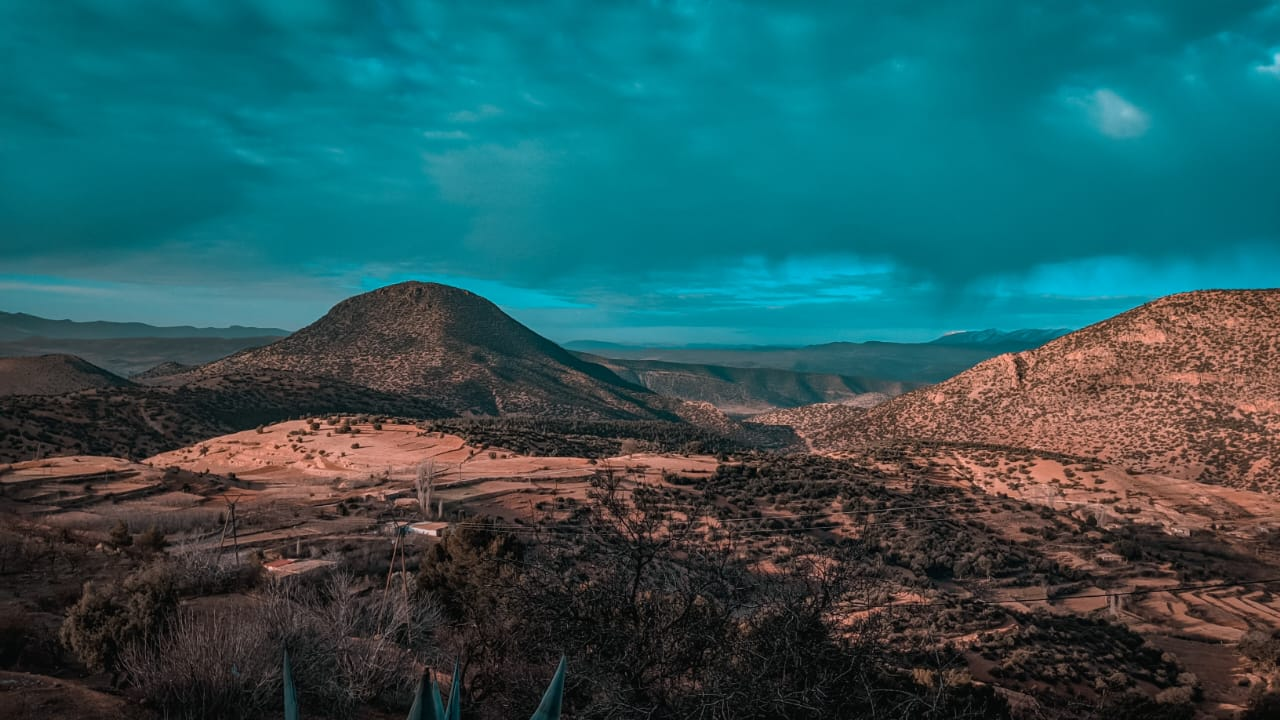
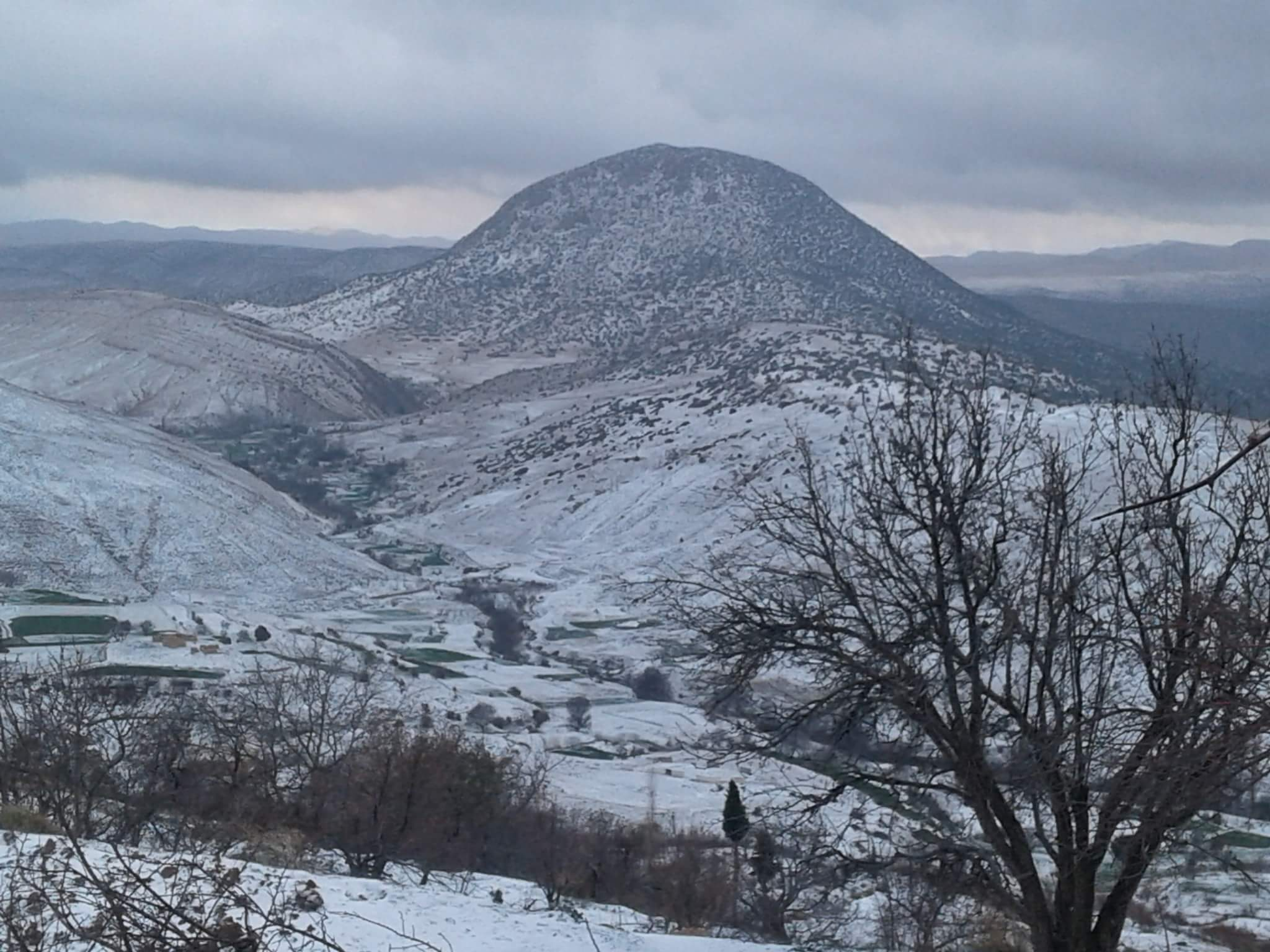
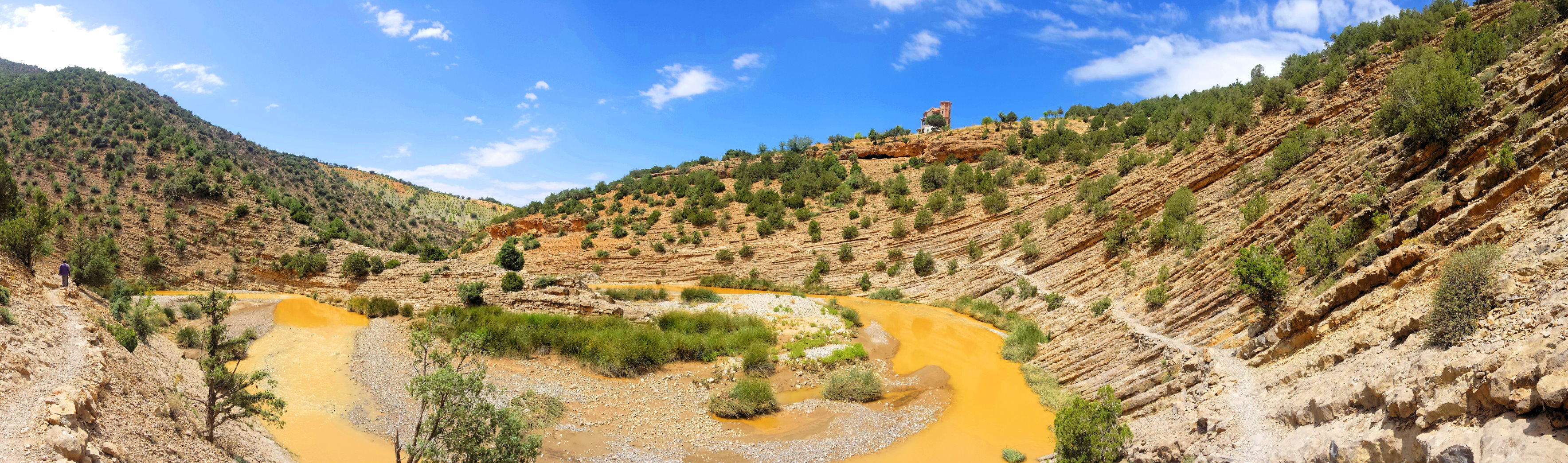
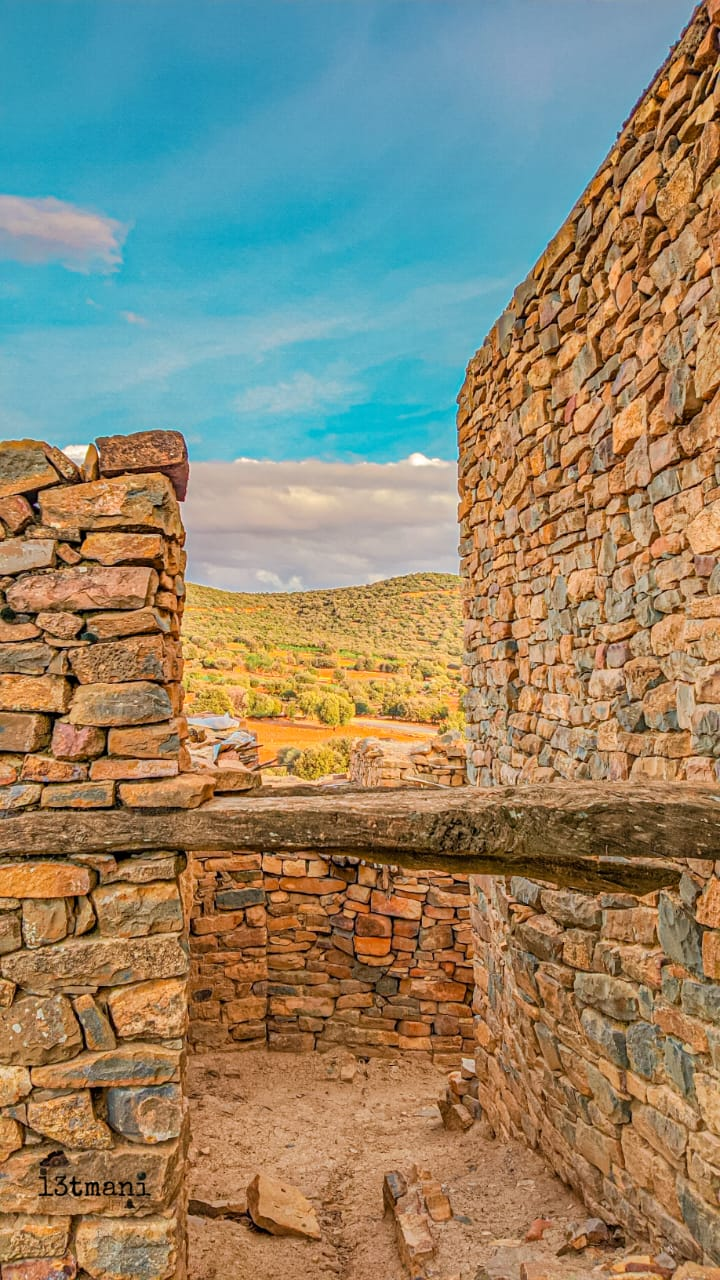